# きのこ組
きのこ組は、2002年9月に登場したホクトのマスコットキャラクター。イメージソングの「きのこの唄」とともにCMに登場している。

## キャラクター構成
- エリンギ（男の子）
- マイタケ（女の子）
- ブナシメジ（女の子）
- ブナピー（女の子）
- ホクトくん（男の子）

それぞれ、きのこのエリンギ、マイタケ、ブナシメジ、ブナピーをイメージしたキャラクターである。ホクトくんはホクトのロゴマークをイメージしたキャラクターになっている。

## キャラクター展開

### TVCM
- ホクトくん登場篇
- バレエ篇
- だるまさんが転んだ篇
- ザッツ・エンタテイメント篇
- まっしろブナピー篇
- ピー人気篇
- 夏到来!篇
- ラジオ体操篇

### CD
2003年2月に「きのこの唄」発売。2005年10月19日にGT musicより「きのこの唄【最新版】」CDがリニューアル発売。

### 絵本
2003年9月にイーストプレスより、きのこ組のかわいい4コマまんがや、1コマ・イラストの「きのこ組の本」が発売された。

### パソコン用アクセサリ
壁紙、スクリーンセーバー、マウスポインタがホクトのホームページよりダウンロードできる。